# Julián Pérez Huarancca
Julián Pérez Huarancca (Ayacucho, 1954) es un novelista peruano.

## Biografía
Nació en el Anexo de Espite del distrito de Vilcanchos, provincia de Víctor Fajardo - Ayacucho. Estudió en la Universidad Nacional de Educación Enrique Guzmán, Lima de 1991 a 1994, en la facultad de literatura. Trabajaba en la Universidad Nacional de San Cristóbal de Huamanga, Ayacucho. Es doctorado en Literatura por la Universidad Nacional Mayor de San Marcos y en 1998 empezó trabajando en la Universidad Nacional Federico Villarreal.
Es uno de los novelista contemporáneos más importantes del Perú.

## Obras

### Novelas
- 1988 Transeúntes
- 1989 Tikanka
- 1998 Fuego y ocaso
- 2000 Papel de viento
- 2004 Retablo
- 2009 El fantasma que te desgarra
- 2010 Muchacha de coposa cabellera
- 2011 Resto que no cesa de insistir
- 2014 Criba
- 2017 Anamorfosis
- 2021. Historia.

### Cuentos
- 2011 Piel de utopía y otros cuentos
- 2019 Encefalograma

## Premios
- XX Premio de Novela Corta Julio Ramón Ribeyro (2017) por Anamórfosis[3]
- Premio Federico Villarreal (2003) por Retablo[4]
- Premio Copé de Novela (2013) por Criba[5]